# Flauta
A flauta é o instrumento musical de sopro feito de diversos tipos de  madeiras com formato de um tubo oco com orifícios. É um aerofone que, a partir do fluxo de ar dirigido a uma aresta que vibra com a passagem do ar, emite som. Bastante antigo, a execução de tal instrumento consiste no ato de soprar o interior do tubo ao mesmo tempo em que se tapam e/ou destapam os orifícios com os dedos. De acordo com o sistema de classificação de instrumentos de Hornbostel-Sachs a flauta é classificada no grupo 421 - aerofones com sopro em aresta. A pessoa que toca flauta é chamada de flautista.
Além da voz, as flautas são conhecidas por serem os primeiros instrumentos musicais. Existem flautas conhecidas datadas de há 40 000 a 35 000 anos, que foram encontradas na região dos Alpes Suábios (Alemanha). Essas flautas demonstram uma tradição musical que se desenvolvia desde os primórdios da presença humana moderna na Europa.
A flauta é o mais versátil dos instrumentos de sopro. Da música medieval ao jazz, passando pelas melodias folclóricas de vários países, como no Brasil, em ritmos como o baião, o choro, o samba, a bossa, entre outros. Sempre foi muito utilizada no Rock progressivo e depois dos tradicionais, baixo, guitarra, bateria e teclado, aparece como o instrumento mais utilizado neste gênero musical. 
Aristóteles fez a seguinte declaração sobre o instrumento: "Nós escutamos uma canção na flauta com mais prazer do que na lira, pois o canto da voz humana e a flauta se misturam bem por causa da suas correspondência e simpatia, um e o outro se animam pelo vento!".

## História
As primeiras flautas assemelhavam-se a apitos, pois só tinham um orifício (buraco) e eram feitas da tíbia de animais e de humanos. Com o passar do tempo a flauta foi evoluindo-se e deu origem a outros instrumentos de sopro, como o oboé, o fagote, a flauta doce e a flauta transversal.
Nas pinturas presentes nas cavernas é possível se observar reproduções de flautas ou de apitos, o que comprova a presença deste instrumento desde 60.000 a.C. O mais antigo instrumento já encontrado é uma espécie de flauta, feita através de um fragmento do fêmur de um jovem urso-das-cavernas, com dois a quatro furos, encontrado em Divje Babe na Eslovênia e teria cerca de 43 mil anos. A autenticidade desse fato, porém, é muitas vezes contestada. Em 2008, outra flauta fabricada há pelo menos 35 mil anos foi descoberta na caverna Hohle Fels, perto de Ulm, Alemanha. A flauta de cinco furos tem um bocal em forma de V e é feita a partir de um osso de asa de abutre. Os pesquisadores envolvidos na descoberta publicaram oficialmente suas descobertas na revista Nature, em agosto de 2009. A descoberta é também a mais antiga já confirmada referente a qualquer instrumento musical na história. A flauta, uma das várias encontradas, foi descoberta na caverna Hohle Fels ao lado do Vênus de Hohle Fels e a uma pequena distância da mais antiga escultura humana conhecida. Ao anunciar a descoberta, os cientistas sugeriram que as "descobertas demonstram a presença de uma tradição musical bem estabelecida na época em que os seres humanos modernos colonizaram a Europa". Os cientistas também sugeriram que a descoberta da flauta pode ajudar a explicar "o comportamento provável e o abismo cognitivo entre" o homem de neandertal e os primeiros homens modernos. Como todo instrumento musical primitivo, a flauta teve um papel mágico. Ela era usada para acompanhar os rituais religiosos. Na cultura védica, Krishna (Deus) é descrito como um virtuoso flautista. Algumas culturas proibiram o uso das flautas pelas crianças e as mulheres sob pena de morte. Ainda hoje temos exemplo disso, como no Xingu brasileiro.
O alemão Theobald Boehm, em 1832, inventou o sistema moderno da flauta transversal, com a introdução de chaves no instrumento (que também é usada em vários instrumentos de sopro, como o saxofone, por exemplo).

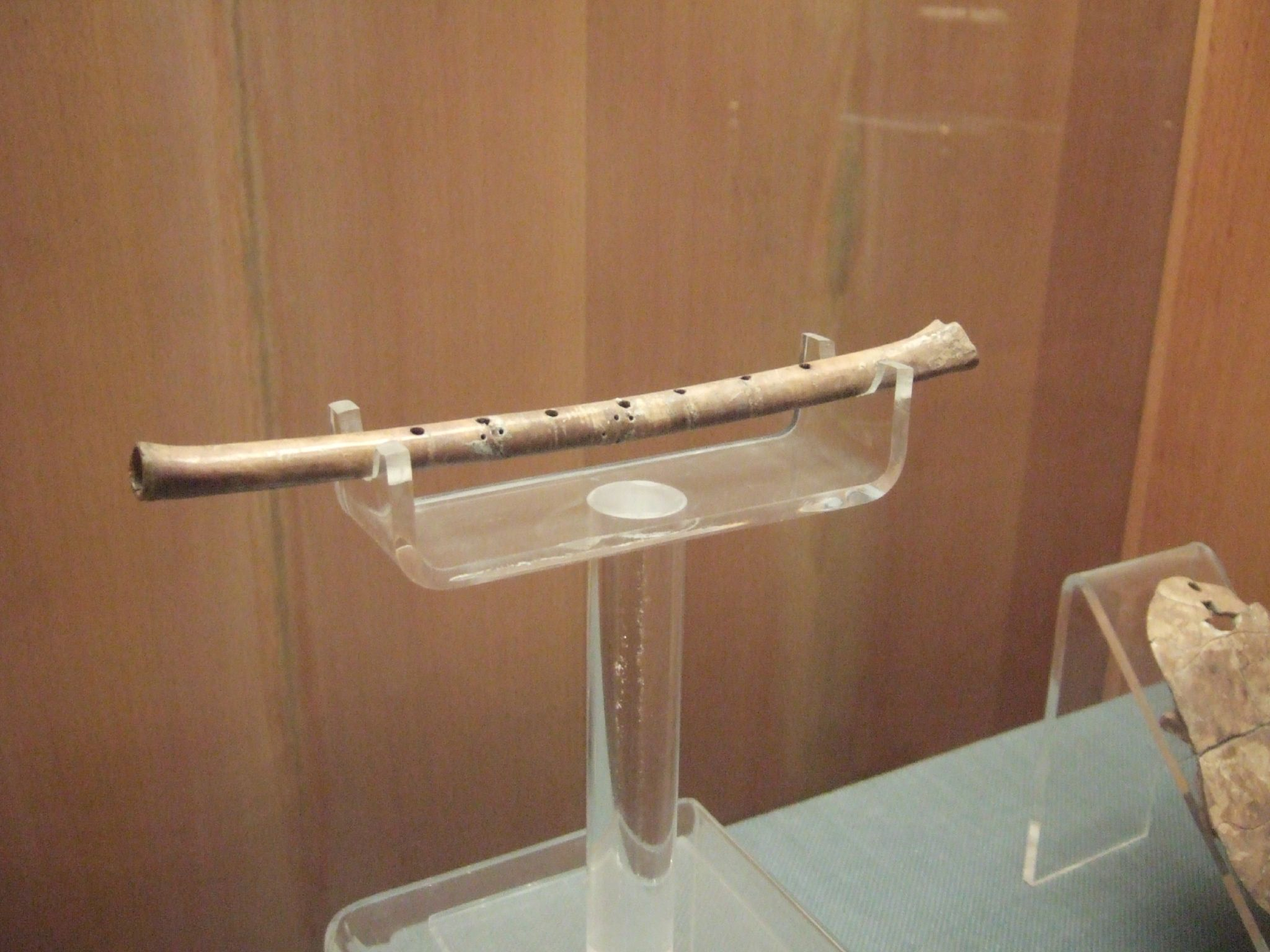
Um exemplo de flauta antiga.

## Som
A flauta possui um som melodioso, de timbre suave e doce. Seu som depende essencialmente, por um lado, da natureza e da direção da onda de ar e, por outro, do comprimento da coluna de ar. O som fundamental da flauta é o DÓ3, a partir do qual a extensão do instrumento é de 3 oitavas, graças aos harmónicos 2 e 4 (oitava e dupla oitava), cuja emissão é obtida pela modificação da pressão do sopro.

## Física da Flauta
A flauta é um instrumento do tipo sopro, desta forma para se produzir o som de notas musicais é utilizado colunas de ar. Nesse tipo de instrumento, temos ondas longitudinais, as quais se propagam mediante a variação da pressão do ar. A onda possui amplitude máxima nas extremidades sendo estas do tipo ondas estacionárias, com as duas extremidades livres.
Para se obter um som mais agudo é necessário aumentar a frequência da onda, presente na flauta que é nada mais que um tubo sonoro. Isso é explicado pelo fato de quanto menor o comprimento da corda, maior a frequência. Esta maior frequência ocorre quando não estão pressionado os furos da flauta, assim tem-se uma coluna de ar com máximo tamanho. Para obter-se um som mais grave é necessário diminuir a frequência, para isso são tampados todos os furos da flauta. Esta configuração gera a onda de menor frequência. Ou seja, cada configuração com os furos, seja aberto e/ou fechados, é responsável por uma coluna de ar diferente que por sua vez gera uma comprimento e amplitude diferentes desencadeando em um som/nota únicos para este instrumento.
Para que seja possível obter sons por meio das flautas, o ar (por meio do sopro) deve entra no bocal da flauta (onde se coloca a boca) se encontra com uma lâmina localizada na abertura da cabeça da flauta, chamada de lingueta, gerando um filete de ar que entra no tubo, onde estão localizados os “furo”. Para se obter-se cada nota será necessário utilizar do manuseamento dos dedos para cobrir e/ou deixar livre os orifícios da flauta.

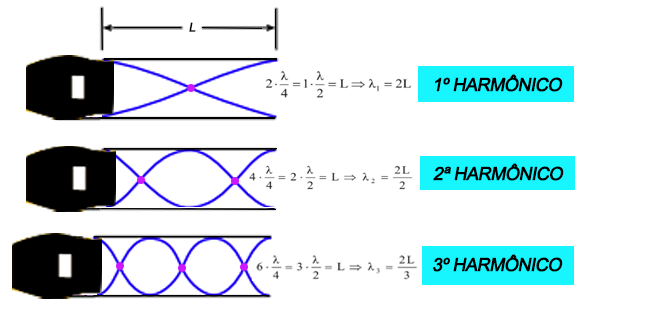
Pressão do som em uma flauta de tubo.

## Tipos de Flautas
- Flauta doce ou flauta de bisel - Flauta vertical, de madeira e bisel, acionada diretamente pelos lábios do executante. Foi o instrumento musical mais popular na idade média. São afinadas em DÓ e em FÁ, e produzem um som melodioso e extremamente confortante. Existem vários tipos de flauta doce, a saber:[16]

soprano - A mais conhecida. Emite sons agudos
sopranino - sons agudíssimos;
alto ou contralto - sons agudos e médios;
tenor - sons médios e graves;
baixo - sons graves e gravíssimos;
contra-baixo - sons gravíssimos.
- Flauta transversal - Executada em posição horizontal, com sopro lateral; pode ser de madeira ou de metal. Muito usadas em orquestras sinfônicas.
- Flauta Vertical - É soprada pela extremidade superior
- Flautim - também conhecida como piccolo ("pequeno" em italiano). Tem duas partes: a cabeça e o corpo. Por não ter a parte inferior, como nas flautas tradicionais, sua nota mais grave é o ré.[17]
- Flauta basca - Também conhecida como flauta provençal, é flauta vertical com três orifícios.
- Flauta de pã (ou Flauta de pan) - Origem mitológica grega. Antigo instrumento de sopro, formado por uma série de tubos de comprimento decrescente. Conforme o local onde são construídas, a flautas podem ter características e nomes diversos, como siringe, na Grécia antiga, nai da Romênia, siku ou antara nos Andes, etc.
- Ocarina - É um dos instrumentos musicais mais antigos do mundo. Feita de porcelana, terracota ou pedra. Possui normalmente a forma oval, porém há algumas variações nesse desenho.[18] Ficou famosa após aparecer no jogo The Legend of Zelda.
- Xun - Flauta globular chinesa feita de barro ou cerâmica, semelhante a uma ocarina mas sem um fipple (apito).[19]
- Gaita Colombiana (Colômbia). Derivada de um instrumento indígena local, não possui nenhum parentesco com gaitas irlandesas, asturianas ou galegas; compartilhando apenas o nome.

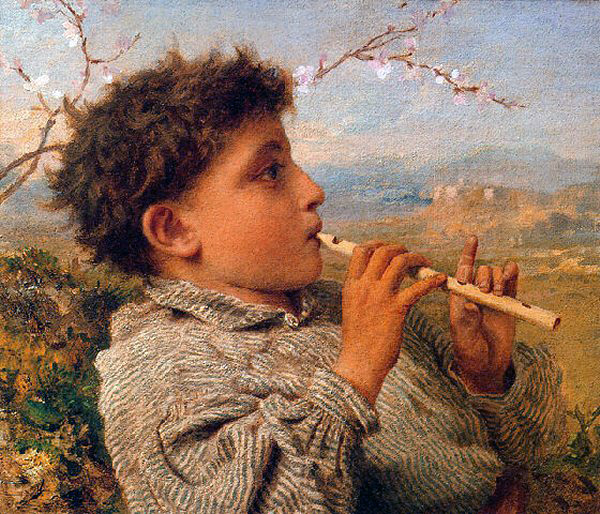
"O pastor flautista" - quadro de Sophie Gengembre Anderson (1881).

- Ney - Da Pérsia e Egito. Talvez a mais antiga das flautas que ainda possui executantes.
- Quena - Possui seis furos por onde são obtidas as digitações para as notas(cultura inca do Peru).
- Tin whistle - Também conhecida como Pennywhistle, muito utilizada na música celta, medieval e escocesa. De origem na Irlanda.
- Shakuhachi - Flauta tradicional no(Japão), feita de bambu e similar a Flauta doce europeia.
- Pífano - Conhecido também como Pife e Pífaro, utilizados frequentemente em bandas militares.
- Suling - Flauta de bambu de origem no Sudeste Asiático.
- Venu - Flauta transversal de bambu comum no sul da Índia.

- Bansuri - Flauta transversal feita de um único eixo de bambu com seis ou sete furos, originaria de India.
- Cangoeira - Flauta indígena (brasileira) feita de ossos de guerreiros mortos.
- Diaulo - Flauta dupla, usada entre os gregos
- Flauta Mizmar - Som agudo que se assemelha a um “mosquito”. Muito usada na música folclórica árabe.[20]

## Música Moderna
A flauta é conhecida por fazer parte de orquestras sinfônicas. É muito usada também em músicas árabes, como o taksim e a música folclórica árabe. As Flauta de pã ainda são bastante usadas em músicas andinas. Porém, na música moderna, ela tem sido usada em inúmeros ritmos musicais, como rock, rock progressivo, jazz e flamenco. Em ritmos tipicamente brasileiros, por sua suavidade de movimentos sonoros, a flauta combina muito bem com o choro e com MPB.